# Ginástica artística nos Jogos Olímpicos de Verão de 2016 - Barras assimétricas
A final das barras assimétricas da ginástica artística nos Jogos Olímpicos de Verão de 2016 foi realizada na Arena Olímpica do Rio, no dia 14  de agosto.

## Medalhistas
| Ouro   | RUS Aliya Mustafina |
| Prata  | USA Madison Kocian  |
| Bronze | GER Sophie Scheder  |

## Calendário
Horário local (UTC-3)
| Data                 | Hora  | Fase         |
| -------------------- | ----- | ------------ |
| 7 de agosto de 2016  |       | Qualificação |
| 14 de agosto de 2016 | 16:21 | Final        |

## Qualificatória
| Pos. | Ginasta               | D pontos | E pontos | Pen. | Total  | Notas |
| ---- | --------------------- | -------- | -------- | ---- | ------ | ----- |
| 1    | USA Madison Kocian    | 6.700    | 9.166    |      | 15.866 | Q     |
| 2    | RUS Aliya Mustafina   | 6.800    | 9.033    |      | 15.833 | Q     |
| 3    | USA Gabrielle Douglas | 6.500    | 9.266    |      | 15.766 | Q     |
| 4    | RUS Daria Spiridonova | 6.700    | 8.983    |      | 15.683 | Q     |
| 5    | GER Elisabeth Seitz   | 6.600    | 8.866    |      | 15.466 | Q     |
| 6    | GER Sophie Scheder    | 6.600    | 8.833    |      | 15.433 | Q     |
| 7    | VEN Jessica López     | 6.400    | 8.933    |      | 15.333 | Q     |
| 8    | CHN Shang Chunsong    | 6.700    | 8.600    |      | 15.300 | Q     |
| 9    | CHN Fan Yilin         | 6.900    | 8.366    |      | 15.266 | R     |
| 10   | GBR Becky Downie      | 6.800    | 8.433    |      | 15.233 | R     |
| 11   | RUS Seda Tutkhalyan   | 6.500    | 8.633    |      | 15.133 |       |
| 12   | BEL Nina Derwael      | 6.600    | 8.533    |      | 15.133 | R     |

## Final
| Pos.              | Ginasta               | D pontos | E pontos | Pen. | Total  |
| ----------------- | --------------------- | -------- | -------- | ---- | ------ |
| Medalha de ouro   | RUS Aliya Mustafina   | 6.800    | 9.100    |      | 15.900 |
| Medalha de prata  | USA Madison Kocian    | 6.700    | 9.133    |      | 15.833 |
| Medalha de bronze | GER Sophie Scheder    | 6.600    | 8.966    |      | 15.566 |
| 4                 | GER Elisabeth Seitz   | 6.600    | 8.933    |      | 15.533 |
| 5                 | CHN Shang Chunsong    | 6.700    | 8.733    |      | 15.433 |
| 6                 | VEN Jessica López     | 6.700    | 8.633    |      | 15.333 |
| 7                 | USA Gabrielle Douglas | 6.500    | 8.566    |      | 15.066 |
| 8                 | RUS Daria Spiridonova | 6.100    | 7.866    |      | 13.966 |